# Heart of Darkness (film)
Heart of Darkness is een Amerikaanse dramafilm uit 1993 onder regie van Nicolas Roeg. Het scenario is gebaseerd op de gelijknamige roman uit 1899 van de Pools-Britse auteur Joseph Conrad.

## Verhaal
De zeiler Marlow wordt door de Britten ingehuurd om naar een Afrikaanse kolonie te reizen. Onderweg op de rivier hoort hij verhalen over een zekere Kurtz. Hoe dieper hij landinwaarts reist, des te meer komt hij te weten over de man.

## Rolverdeling
| Acteur             | Personage            |
| ------------------ | -------------------- |
| Tim Roth           | Marlow               |
| John Malkovich     | Kurtz                |
| Isaach De Bankolé  | Mfumu                |
| James Fox          | Gosse                |
| Morten Faldaas     | Harlequin            |
| Patrick Ryecart    | De Griffe            |
| Michael Fitzgerald | Harou                |
| Geoffrey Hutchings | Alexandre Delcommune |